# Carmen Barbieri
Carmen Luz Barbieri Caputo (sinh ngày 21 tháng 4 năm 1955) là một nữ diễn viên người Argentina, siêu vedette, vũ công, diễn viên hài độc lập, đạo diễn và nhà sản xuất nhà hát. Barbieri là người chiến thắng đầu tiên của chương trình nhảy múa theo cặp Bailando 2006 của ShowMatch (bạn nhảy là vũ công chuyên nghiệp, Christian Ponce).

## Tuổi thơ
Carmen Barbieri là con gái của danh hài Alfredo Barbieri và là cháu gái của guitarist Guillermo Barbieri.

## Sự nghiệp
Năm 1976, cô ra mắt bộ phim đầu tay trong La guerra de los sostenes. Cùng năm cô đóng vai chính trong La aventura blastiva. Năm 1978, cô đóng phim Con mi tees no pudo và telenovela Un mundo de veinte asientos, và năm sau đó trong El rey de los shoutortos, Las muñecas que hacen pum!, Expertos en pinchazos và Hotel de señoritas. Năm 1980, Barbieri làm việc cho Los superagentes contra todos. Năm 1985 cô xuất hiện cùng Guillermo Francella trong bộ phim El Telo y la Tele. Bộ phim cuối cùng của cô là Las Colegialas (1986).
Năm 1985, Carmen xuất hiện trên chương trình truyền hình Mesa de Noticias. Năm 1987, cô diễn xuất trong loạt phim Matrimonios y algo más. Năm 1992, cô đã thực hiện Ta Te Show và năm 1994 La Revista del Domingo. Năm 1996, cô đóng vai chính trong loạt phim Como pan caliente cùng với người mẫu Claudia Albertario. Năm 1997 một phần của loạt Cebollitas. Năm sau cô dẫn dắt chương trình Movete. Cô cùng dẫn với nhà báo Marcelo Polino sau khi Georgina Barbarossa rút lui khỏi cương vị MC.
Năm 2003 do America 2 dẫn dắt, cô xuất hiện trên Cómplices y testigos và năm 2005 đóng vai chính trong sitcom ¿Quién es el jefe? với Gianella Neyra và Nicolás Vázquez. Năm 2006, Barbieri tham gia vào chương trình Showmatch Bailando por un sueño, và giành chiến thắng chung cuộc.
Mùa hè 2006 - 2007, cô làm việc trong nhà hát và đóng vai chính trong một cuộc đối đầu với Moria Casan. Năm 2007, cô lại thi đấu trong chương trình Bailando por un sueño năm đó. Cô đã bị loại trong tuần thứ mười của milonga trong khi đồng thời xuất hiện trên mạng América trong chương trình buổi sáng El diario de Carmen. Cô xuất hiện trong vở kịch Incomparable với Miguel Angel Cherutti, Celina Rucci và tham gia Teatro Neptuno của Mar del Plata. Cô là thành viên ban giám khảo của Bailando por un sueño 2008. Năm 2009, cô là thành viên ban giám khảo của chương trình <i id="mwPw">Bailando por un Sueño Kid</i>s với Laura Fidalgo, Reina Reech và Miguel Angel Cherutti. Cô gần đây đã tham gia chương trình Bravísima và một lần nữa trong ban giám khảo của chương trình Bailando por un sueño 2011. Năm 2011, cô xuất hiện trở lại trong chương trình sân khấu Barbierísima.